# Biserica de lemn din Sânmărghita

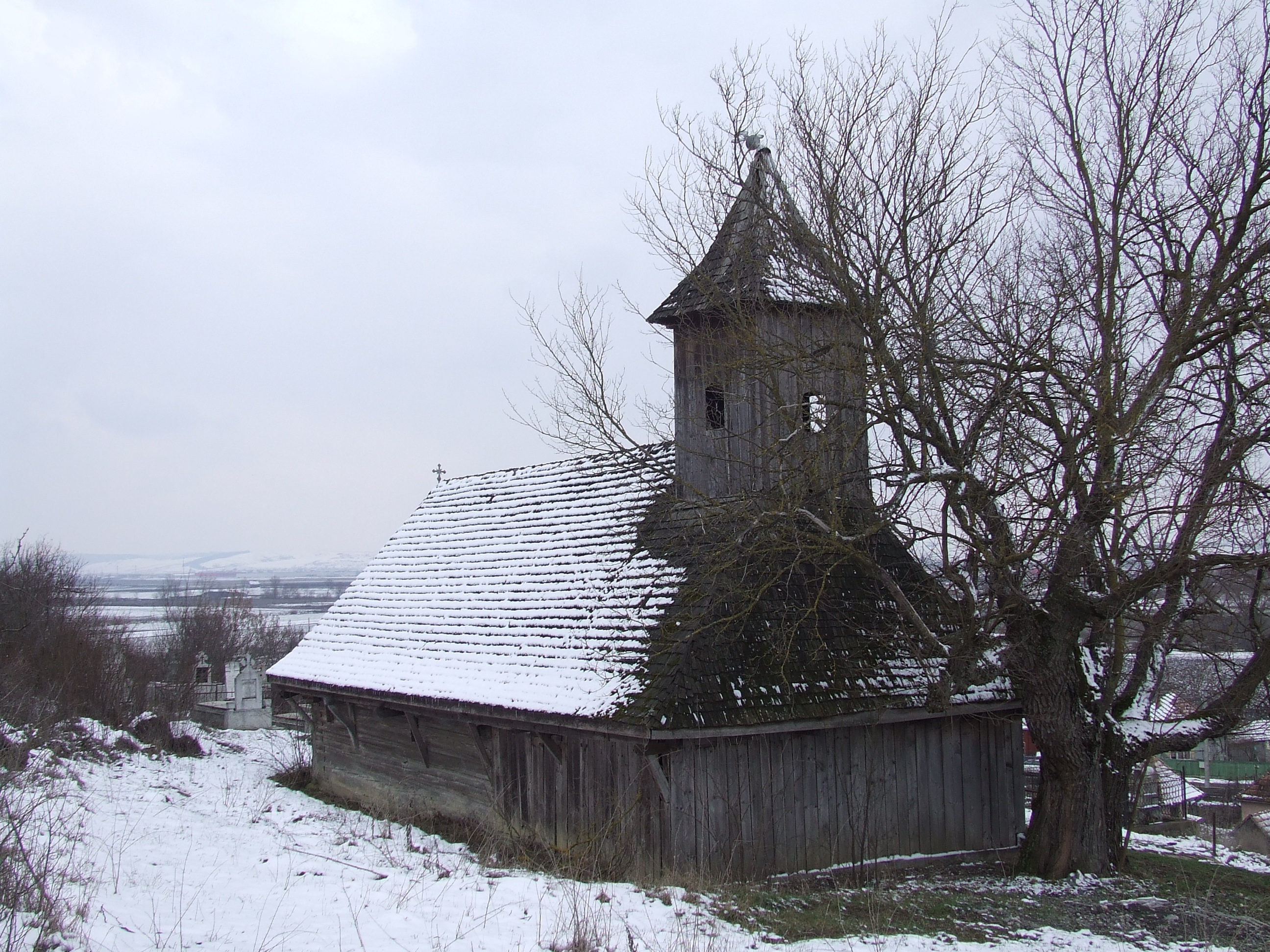
Biserica de lemn din Sânmărghita. Foto: martie 2010

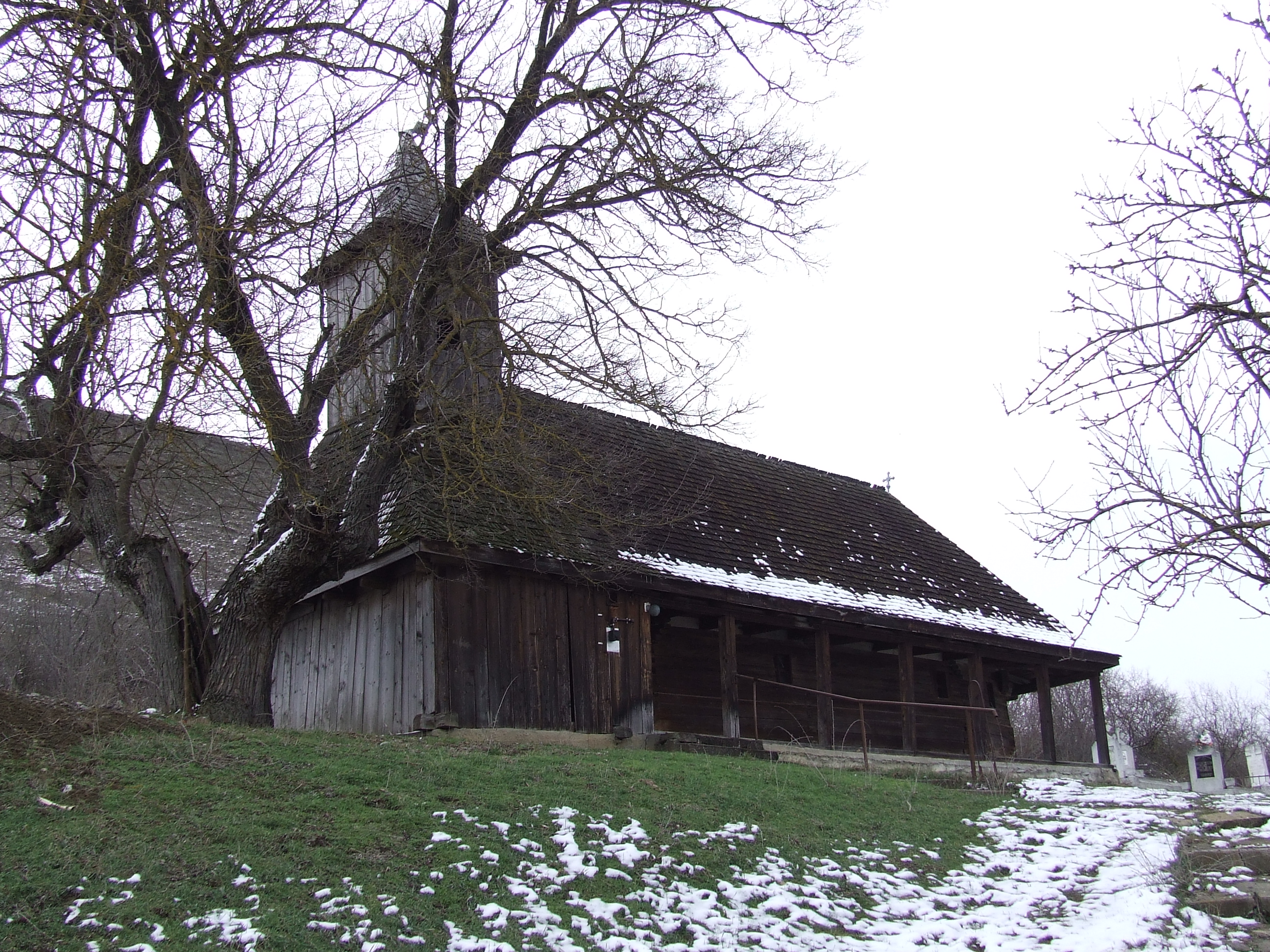
Biserica de lemn din Sânmărghita. Foto: martie 2010

Biserica de lemn din Sânmărghita, din localitatea cu același nume, comuna Sânpaul, județul Mureș a fost construită în secolul XVIII. Biserica se afla pe  lista monumentelor istorice înregistrată sub codul  MS-II-m-A-15794 și avea hramul "Sfinții Arhangheli Mihail și Gavriil". A fost distrusă într-un incendiu provocat accidental, în anul 2015.

## Istoric și trăsături
După dimensiuni, tipologie, structura elevației, biserica putea fi datată de la sfârșitul secolului al XVII-lea. Planul era dreptunghiular, cu altarul în continuarea navei, de formă poligonală, cu cinci laturi. Bârnele se îmbinau în coadă de rândunică, consolele fiind crestate, în trepte. Clopotnița, de pe latura de vest, a fost legată de trupul bisericii printr-un fel de gang, acoperișul, prelungit și deasupra prispei adăugate pe latura sudică, ocrotindu-le pe amândouă. În 1838, pereții au fost pictați, fapt consemnat de pisania: „s-au zugrăvit această sfântă biserică, cu toată cheltuiala dumisale, Tanasie Odejiță, fiind paroh satului Răchită Gheorghie, ficurator Liță Dumitru, făt Vodă Ioan, zugravi Porfirie și Leon Feisa, anul 1838”. 
În timpul celui de al doilea război mondial, biserica își putea afla sfârșitul, dacă bătrânul dud din preajma sa, nu ar fi oprit proiectilul în trunchiul său. Biserica a dispărut însă pe timp de pace, în data de 2 septembrie 2015, datorită prostiei și neglijenței. Lăcașul de cult a luat foc de la niște scântei provenite de la mai multe coroane incendiate în cimitir și a ars complet până la venirea pompierilor.